# Ивушкин, Пётр Терентьевич
Пётр Тере́нтьевич И́вушкин (1918—1995) — Гвардии подполковник Советской Армии, участник Великой Отечественной войны, Герой Советского Союза (1945).

## Биография
Пётр Ивушкин родился 17 июня 1918 года в селе Козловка (ныне — Лопатинский район, Пензенская область). В 1937 году он окончил Ашхабадский финансово-экономический техникум, в том же году был призван на службу в Рабоче-крестьянскую Красную Армию. В октябре 1940 года окончил Казанское пехотное училище, после чего служил в нём заместителем командира взвода курсантов. В 1941 году окончил курсы усовершенствования командного состава при Саратовском танковом училище. С ноября 1943 года — на фронтах Великой Отечественной войны. К апрелю 1945 года гвардии капитан Пётр Ивушкин командовал танковым батальоном 53-й гвардейской танковой бригады 6-го гвардейского танкового корпуса 3-й гвардейской танковой армии 1-го Украинского фронта. Отличился во время боёв в Германии.
18 апреля 1945 года во время боя за деревню Этне к юго-востоку от Котбуса батальон Ивушкина уничтожил 6 немецких танков и 3 артиллерийских орудия. Переправившись через Шпрее, танкисты Ивушкина приняли активное участие в овладении населёнными пунктами Барут и Гольсен, благодаря чему бригада смогла продолжить движение на Берлин. Бригада Ивушкина участвовал и непосредственно в уличных боях в столице Германии.

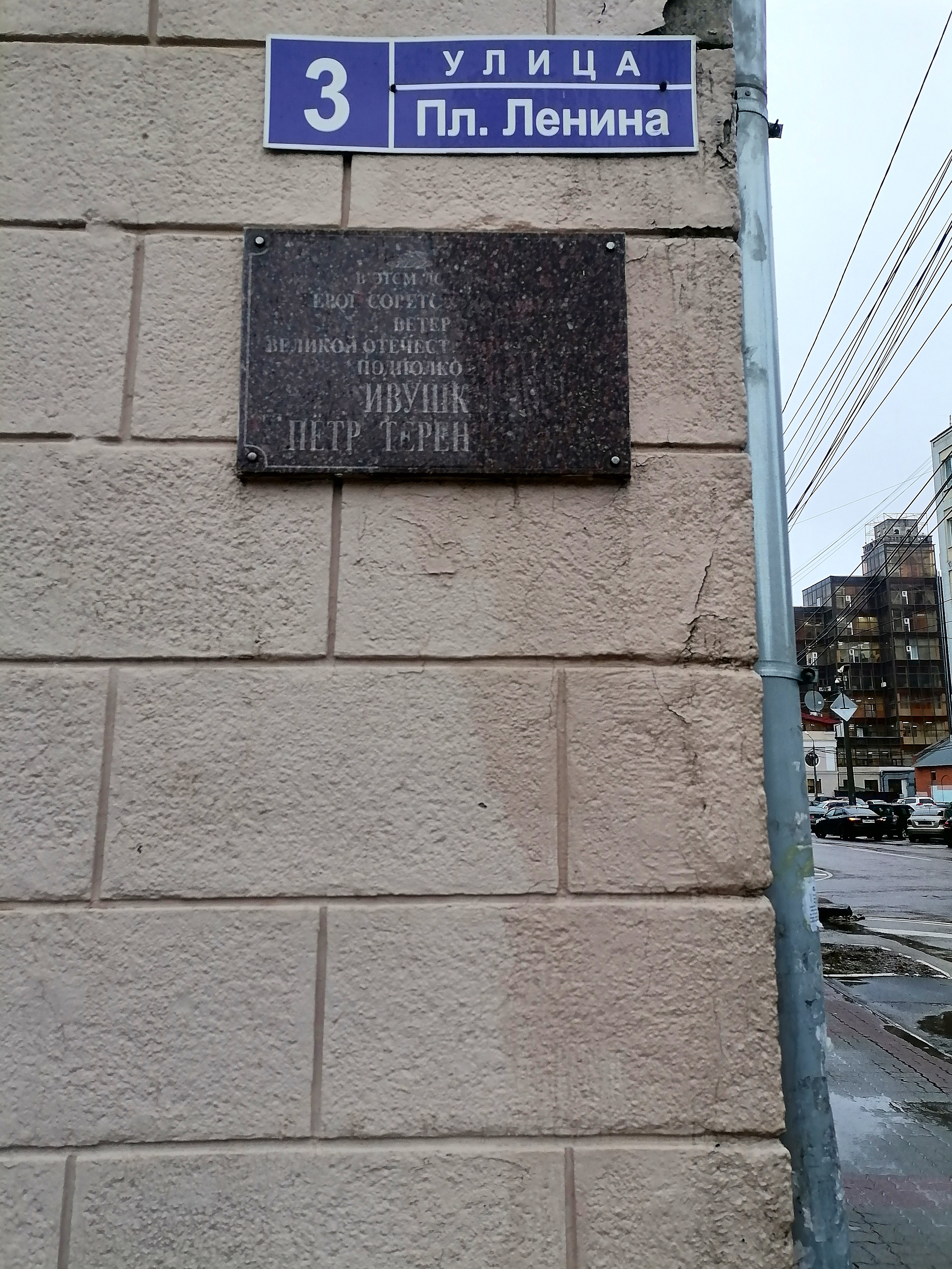

После окончания войны Ивушкин продолжил службу в Советской Армии. В 1954 году в звании подполковника он был уволен в запас. Жил в Воронеже, работал инструктором дорпрофсоюза ЮВЖД. На доме, в котором проживал Пётр Ивушкин (пл. Ленина, 3) установлена мемориальная доска. Умер 5 августа 1995 года, похоронен на Коминтерновском кладбище.

## Награды
- Герой Советского Союза (Указ Президиума ВС СССР от 27 июня 1945 года) — за "образцовое выполнение боевых заданий командования на фронте борьбы с немецкими захватчиками и проявленные при этом мужество и героизм (медаль № 8699)[1]
- два ордена Ленина (23.9.1944; 27.6.1945)
- два ордена Красного Знамени (28.3.1943; 17.1.1945)
- орден Отечественной войны I степени (6.4.1985)
- орден Отечественной войны II степени (8.5.1944)
- три ордена Красной Звезды (5.2.1943; 21.8.1944)
- медали[1].